# Eksillkremla
Eksillkremla (Russula graveolens) är en matsvamp. Eksillkremlan växer intill ekar.